# Combarbalá
Combarbalá est une ville et une commune du Chili de la province de Limarí, elle-même située dans la région de Coquimbo. En 2016, sa population s'élevait à 13 605 habitants. La superficie de la commune est de 1 896 km2 (densité de 7 hab./km2).
La commune se trouve dans le centre du Chili. Son territoire est occupé par trois vallées transversales : l'agglomération principale se situe dans la vallée du rio Combarbalá qui se situent entre la vallée du rio Cogoti et la vallée du Rio Hermoso. Tous ces cours d'eau alimentent le réservoir de Cogoli. Le climat est semi-aride avec des précipitations annuelles de 200 mm. L'exploitation des gisements de cuivre, d'or et d'argent étaient la principale activité économique jusqu'à récemment. L'agriculture est importante avec plus de la moitié de la population rurale. Les principales productions sont le fromage de chèvre et le raisin de table. Il y a un important artisanat qui exploite la pierre locale, la combarbalite.

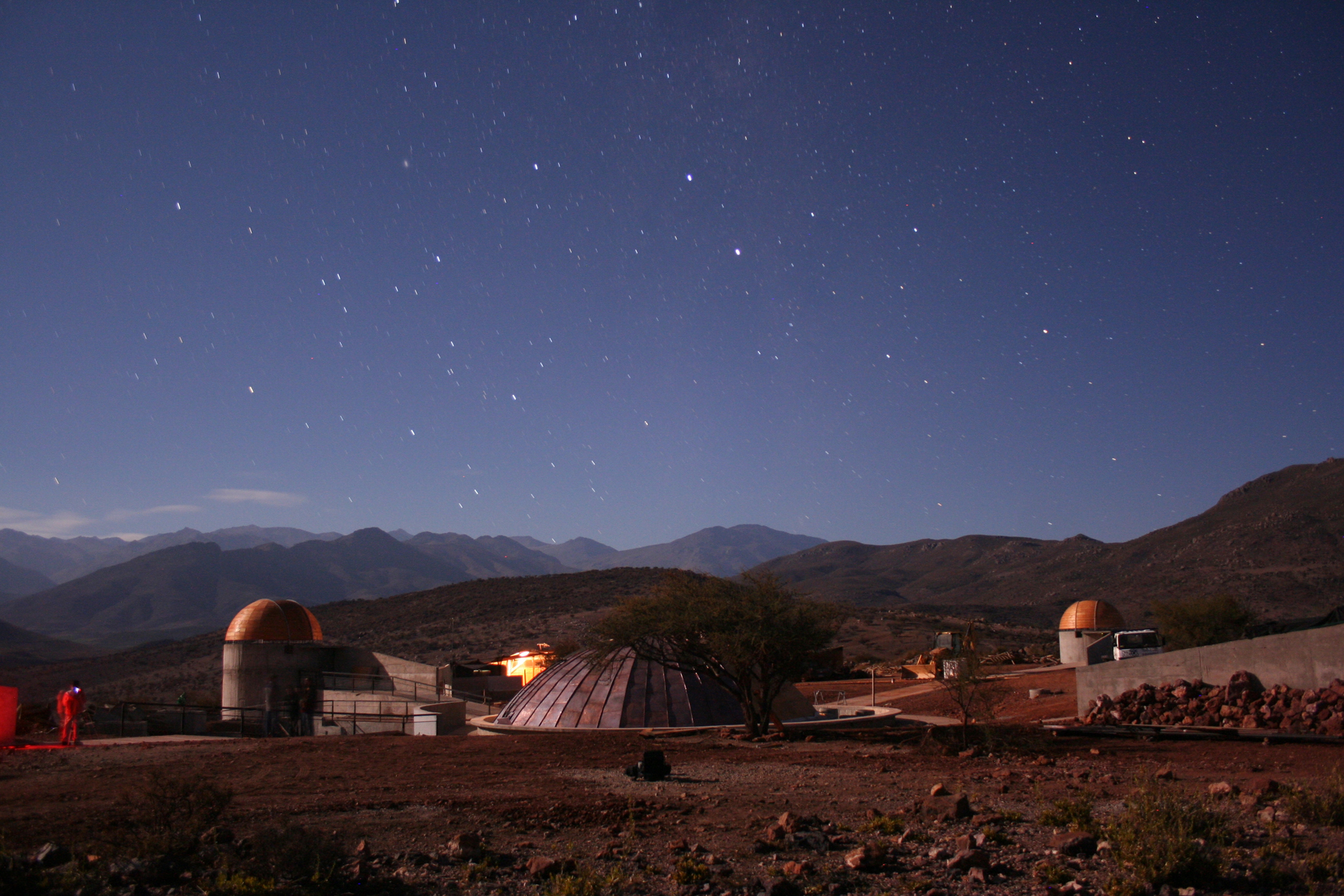
Observatoire Cruz del Sur

Position de Combarbalá (en rouge) au sein de la Région de Coquimbo.